# Biancavilla
Biancavilla er en italiensk by (og kommune) i regionen Sicilien i Italien, med omkring 22.918(2023) indbyggere.  